# حسین‌حاجی‌لی
حسین‌حاجی‌لی (به ترکی آذربایجانی: Hüseynhacılı) یک منطقهٔ مسکونی در جمهوری آذربایجان است که در شهرستان ماساللی واقع شده‌است. حسین‌حاجی‌لی ۱٬۰۴۰ نفر جمعیت دارد.